# Ilmi Umerov

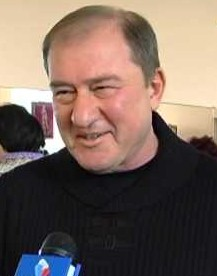
Ilmi Umerov

Ilmi Umerov, (ryska: Ильми Рустемович Умеров) född 3 augusti 1957 i Fergana, Uzbekiska SSR, är en tidigare krimtatarsk etnisk ledare på Krim, som var vice ordförande för krimtatarernas mejlis.
Riksåklagaren på Krim, Natalja Poklonskaja, beslutade 2016 att pröva krimtatarernas organ Mejlis för extremism, och efter att Högsta Domstolen i början på maj 2016 följde hennes begäran är Mejlis förbjuden att verka på rysk territorium. Umerov blev i slutet på maj 2016 satt i husarrest anklagad för separatism efter uttalanden om att Krim måste återförenas med Ukraina på den Kiev-baserade krimtatariska tv-kanalen ATR. I augusti 2016 blev han överfört från ett vanligt sjukhus, där han behandlades för en misstänkt hjärtattack till ett mentalsjukhus i Simferopol för att genomgå en månads sinnesundersökning. Han lider också av högt blodtryck, diabetes och Parkinsons sjukdom. Han frigavs den 7 september men är fortfarande under brottsutredning. Han riskerar fem års fängelse.
Umerov föddes i Uzbekistan sedan en stor del av krimtatarerna hade deporterats från Krim i slutet av det andra världskriget.